# Ряполов, Анатолий Дмитриевич
Анатолий Дмитриевич Ряполов (род. 31 января 1997, Армавир, Краснодарский край) — российский легкоатлет, специалист по прыжкам в длину. Выступает за сборную России по лёгкой атлетике с 2013 года, победитель юношеских Олимпийских игр, чемпион мира среди юношей, чемпион Европы среди юниоров, победитель и призёр первенств национального значения. Представляет Краснодарский край. Мастер спорта России.

## Биография
Анатолий Ряполов родился 31 января 1997 года в Армавире, Краснодарский край.
Занимался лёгкой атлетикой в армавирской Специализированной детско-юношеской спортивной школе олимпийского резерва и в краснодарском краевом Центре олимпийской подготовки, был подопечным тренера Игоря Викторовича Наймита.
Впервые заявил о себе на международном уровне в сезоне 2013 года, когда вошёл в состав российской национальной сборной и выступил на юношеском мировом первенстве в Донецке — превзошёл здесь всех соперников в прыжках в длину и завоевал золотую медаль.
В 2014 году одержал победу на юношеских Олимпийских играх в Нанкине.
В 2015 году был лучшим на юниорском европейском первенстве в Эскильстуне.
В 2018 году выиграл бронзовую медаль на зимнем чемпионате России в Москве, тогда как на соревнованиях в Майкопе установил свой личный рекорд в прыжках в длину — 8,01 метра.
На зимнем чемпионате России 2019 года в Москве получил серебро в прыжках в длину, уступив только титулованному Александру Менькову.
В 2020 году на очередном зимнем чемпионате России в Москве превзошёл всех оппонентов и взял золото.